# Tuffi ai campionati mondiali di nuoto 2013 - Trampolino 3 metri femminile
La competizione di tuffi dal trampolino 3 metri femminile dei campionati mondiali di nuoto 2013 si svolge in due fasi. Il turno eliminatorio, a cui partecipano 43 atlete, si svolge nella mattinata del 26 luglio. Le migliori diciotto gareggiano nella semifinale il pomeriggio del 26 luglio, da qui le migliori dodici competeranno per la medaglia il 27 luglio.

## Medaglie
| Posizione | Atlete      | Paese  |
| --------- | ----------- | ------ |
| Oro       | He Zi       | Cina   |
| Argento   | Wang Han    | Cina   |
| Bronzo    | Pamela Ware | Canada |

## Risultati
In verde sono indicate le atlete ammesse alla finale. In giallo sono indicate le atlete eliminate nel corso della semifinale.
| Pos. | Atleta                    | Nazionalità   | Preliminare | Preliminare | Semifinale | Semifinale | Finale    | Finale |
| Pos. | Atleta                    | Nazionalità   | Punti       | Pos.        | Punti      | Pos.       | Punti     | Pos.   |
| ---- | ------------------------- | ------------- | ----------- | ----------- | ---------- | ---------- | --------- | ------ |
|      | He Zi                     | Cina          | 341.50      | 1           | 370.00     | 1          | 383.40    | 1      |
|      | Wang Han                  | Cina          | 321.00      | 2           | 362.40     | 2          | 356.25    | 2      |
|      | Pamela Ware               | Canada        | 294.30      | 9           | 311.45     | 6          | 350.25    | 3      |
| 4    | Tania Cagnotto            | Italia        | 312.60      | 3           | 325.80     | 5          | 345.45    | 4      |
| 5    | Jennifer Abel             | Canada        | 286.60      | 11          | 344.10     | 3          | 339.75    | 5      |
| 6    | Maria Marconi             | Italia        | 308.05      | 5           | 301.75     | 10         | 334.05    | 6      |
| 7    | Hannah Starling           | Gran Bretagna | 310.90      | 4           | 297.35     | 12         | 326.20    | 7      |
| 8    | Laura Sánchez Soto        | Messico       | 280.10      | 14          | 310.95     | 8          | 323.05    | 8      |
| 9    | Anabelle Smith            | Australia     | 306.75      | 6           | 311.20     | 7          | 320.25    | 9      |
| 10   | Paola Espinosa            | Messico       | 281.20      | 12          | 334.50     | 4          | 305.70    | 10     |
| 11   | Maren Taylor              | Stati Uniti   | 273.30      | 15          | 307.90     | 9          | 304.60    | 11     |
| 12   | Hanna Pysmenska           | Ucraina       | 300.90      | 7           | 300.00     | 11         | 256.20    | 12     |
| 16.5 | H09.5                     |               |             |             |            |            | 00:55.635 | O      |
| 13   | Tina Punzel               | Germania      | 271.55      | 16          | 290.75     | 13         |           |        |
| 14   | Sayaka Shibusawa          | Giappone      | 262.80      | 18          | 284.25     | 14         |           |        |
| 15   | Jaele Patrick             | Australia     | 291.60      | 10          | 276.50     | 15         |           |        |
| 16   | Olena Fedorova            | Ucraina       | 281.10      | 13          | 277.30     | 16         |           |        |
| 17   | Ng Yan Yee                | Malaysia      | 262.95      | 17          | 275.50     | 17         |           |        |
| 18   | Alicia Blagg              | Gran Bretagna | 297.75      | 8           | 253.80     | 18         |           |        |
| 16.5 | H09.5                     |               |             |             |            |            | 00:55.635 | O      |
| 19   | Inge Jansen               | Paesi Bassi   | 261.70      | 19          |            |            |           |        |
| 20   | Cheong Jun Hoong          | Malaysia      | 259.30      | 20          |            |            |           |        |
| 21   | Uschi Freitag             | Paesi Bassi   | 258.25      | 21          |            |            |           |        |
| 22   | Deidre Freeman            | Stati Uniti   | 256.80      | 22          |            |            |           |        |
| 23   | Luisa Jiménez             | Porto Rico    | 237.40      | 23          |            |            |           |        |
| 24   | Diana Pineda              | Colombia      | 236.10      | 24          |            |            |           |        |
| 25   | Nicole Gillis             | Sudafrica     | 235.80      | 25          |            |            |           |        |
| 26   | Huang En-tien             | Taipei cinese | 229.20      | 26          |            |            |           |        |
| 27   | Maria Polyakova           | Russia        | 229.05      | 27          |            |            |           |        |
| 28   | Johanna Johansson         | Svezia        | 226.05      | 28          |            |            |           |        |
| 29   | Kim Su-Ji                 | Corea del Sud | 223.20      | 29          |            |            |           |        |
| 30   | Tiia Kivela               | Finlandia     | 220.15      | 30          |            |            |           |        |
| 31   | Daniella Nero             | Svezia        | 217.80      | 31          |            |            |           |        |
| 32   | Julia Vincent             | Sudafrica     | 215.75      | 32          |            |            |           |        |
| 33   | Carolina Murillo          | Colombia      | 213.40      | 33          |            |            |           |        |
| 34   | Diana Chaplieva           | Russia        | 208.50      | 34          |            |            |           |        |
| 35   | Cho Eun-Bi                | Corea del Sud | 205.45      | 35          |            |            |           |        |
| 36   | Sophie Somloi             | Austria       | 200.30      | 36          |            |            |           |        |
| 37   | Flóra Gondos              | Ungheria      | 200.20      | 37          |            |            |           |        |
| 38   | Lei Sio I                 | Macao         | 195.90      | 38          |            |            |           |        |
| 39   | Jenifer Benítez           | Spagna        | 192.70      | 39          |            |            |           |        |
| 40   | Leung Sze Man             | Hong Kong     | 186.45      | 40          |            |            |           |        |
| 41   | Rocío Velásquez           | Spagna        | 177.30      | 41          |            |            |           |        |
| 42   | Danay Brizuela            | Cuba          | 168.50      | 42          |            |            |           |        |
| 43   | Sari Ambarwati Suprihatin | Indonesia     | 153.15      | 43          |            |            |           |        |